# Première circonscription de Paris
Pour les articles homonymes, voir Première circonscription de Paris de 1958 à 1986 et Première circonscription de Paris de 1988 à 2012.
La première circonscription de Paris est l'une des 18 circonscriptions électorales françaises que compte le département de Paris (75) situé en région Île-de-France depuis le redécoupage des circonscriptions électorales réalisé en 2010 et applicable à partir des élections législatives de juin 2012.

## Délimitation de la circonscription
La loi du 23 février 2010 ratifie l'ordonnance du 29 juillet 2009, laquelle détermine la répartition des sièges et la délimitation des circonscriptions pour l'élection des députés.
La circonscription est délimitée ainsi : les 1er, 2e et 8e arrondissements, ainsi qu'une partie du 9e arrondissement, comprenant les quartiers de la Chaussée-d'Antin, du Faubourg-Montmartre et Saint-Georges ainsi que la partie du quartier de Rochechouart située au sud de la rue Condorcet et de la rue de Maubeuge.
Cette délimitation s'applique donc à partir de la XIVe législature de la Cinquième République française.
Cette première circonscription de Paris correspond à l'adjonction de la partie ouest de la précédente première circonscription (couvrant les 1er et 2e arrondissements), de la majeure partie de la quatrième et de l'extrême sud de la 18e circonscription (moitié sud du quartier de Rochechouart).

## Députés
| Législature | Début de mandat | Fin de mandat | Député           | Parti politique        | Observations                                                                           |
| ----------- | --------------- | ------------- | ---------------- | ---------------------- | -------------------------------------------------------------------------------------- |
| XIVe        | 20 juin 2012    | 20 juin 2017  | Pierre Lellouche | UMP                    |                                                                                        |
| XVe         | 21 juin 2017    | 21 juin 2022  | Sylvain Maillard | LREM                   |                                                                                        |
| XVIe        | 22 juin 2022    | 9 juin 2024   | Sylvain Maillard | Renaissance (Ensemble) | Mandat écourté à la suite d'une dissolution parlementaire décidée par Emmanuel Macron. |
| XVIIe       | 8 juillet 2024  | En cours      | Sylvain Maillard | Renaissance (Ensemble) |                                                                                        |

## Résultats électoraux

### Élections législatives de 2012
| Candidat                          | Candidat             | Parti          | Premier tour | Premier tour | Second tour | Second tour |  |
| Candidat                          | Candidat             | Parti          | Voix         | %            | Voix        | %           |  |
| --------------------------------- | -------------------- | -------------- | ------------ | ------------ | ----------- | ----------- |  |
|                                   | Pierre Lellouche élu | UMP            | 18 788       | 41,32        | 23 210      | 53,17       |  |
|                                   | Claire Morel         | PS             | 15 489       | 34,07        | 20 440      | 46,83       |  |
|                                   | Jacques Boutault     | EÉLV           | 2 750        | 6,05         |             |             |  |
|                                   | Annie Thierry        | RBM (FN)       | 2 059        | 4,53         |             |             |  |
|                                   | Anne Sabourin        | FG (PCF)       | 1 529        | 3,36         |             |             |  |
|                                   | Sandra Fellous       | CpF (MoDem)    | 1 462        | 3,22         |             |             |  |
|                                   | Lynda Asmani         | AC             | 1 001        | 2,20         |             |             |  |
|                                   | Marc Pacheco         | Divers droite  | 849          | 1,87         |             |             |  |
|                                   | Jean-Paul Truxillo   | Pirate         | 393          | 0,86         |             |             |  |
|                                   | Bruno North          | CNIP           | 367          | 0,81         |             |             |  |
|                                   | Grégory Berthault    | AÉI            | 292          | 0,64         |             |             |  |
|                                   | Jacqueline Nizet     | Divers droite  | 217          | 0,48         |             |             |  |
|                                   | Charles Aissani      | Divers         | 179          | 0,39         |             |             |  |
|                                   | Laurence Boulinier   | LO             | 89           | 0,20         |             |             |  |
|                                   | Philippe Respaut     | RIC            | 3            | 0,01         |             |             |  |
|                                   |                      |                |              |              |             |             |  |
| Inscrits                          | Inscrits             | Inscrits       | 76 662       | 100,00       | 76 654      | 100,00      |  |
| Abstentions                       | Abstentions          | Abstentions    | 30 934       | 40,35        | 32 208      | 42,02       |  |
| Votants                           | Votants              | Votants        | 45 728       | 59,65        | 44 446      | 57,98       |  |
| Blancs et nuls                    | Blancs et nuls       | Blancs et nuls | 261          | 0,57         | 796         | 1,79        |  |
| Exprimés                          | Exprimés             | Exprimés       | 45 467       | 99,43        | 43 650      | 98,21       |  |
| Source : Ministère de l'Intérieur |                      |                |              |              |             |             |  |

### Élections législatives de 2017
Les élections législatives se sont déroulées les dimanches 11 et 18 juin 2017. Sylvain Maillard est élu dès le premier tour ; il n'y a donc pas de second tour.
|                                                                       | |                           |                |  |
|                                                                       | | Premier tour 11 juin 2017 |                |  |
|                                                                       | |                           |                |  |
|                                                                       | | Nombre                    | % des inscrits |  |
| Inscrits                                                              | Inscrits | 80 780                    | 100,00         |  |
| Abstentions                                                           | Abstentions | 33 150                    | 41,04          |  |
| Votants                                                               | Votants | 47 630                    | 58,96          |  |
|                                                                       | |                           | % des votants  |  |
| Bulletins blancs                                                      | Bulletins blancs | 217                       | 0,46           |  |
| Bulletins nuls                                                        | Bulletins nuls | 99                        | 0,21           |  |
| Suffrages exprimés                                                    | Suffrages exprimés | 47 314                    | 99,34          |  |
|                                                                       | |                           |                |  |
| Candidat Étiquette politique (partis et alliances)                    | Candidat Étiquette politique (partis et alliances)                                                                       | Voix                      | % des exprimés |  |
|                                                                       | |                           |                |  |
|                                                                       | Sylvain Maillard La République en marche                                                                                 | 24 037                    | 50,80          |  |
|                                                                       | Jean-François Legaret Les Républicains (Union des démocrates et indépendants)                                            | 8 402                     | 17,76          |  |
|                                                                       | Pauline Véron Parti socialiste (Parti radical de gauche - Union des démocrates et des écologistes - Génération écologie) | 3 705                     | 7,83           |  |
|                                                                       | Patrick Comoy La France insoumise                                                                                        | 2 840                     | 6,00           |  |
|                                                                       | Victoria Barigant Europe Écologie Les Verts                                                                              | 2 481                     | 5,24           |  |
|                                                                       | Vincent Baladi Divers droite (Les Républicains diss.)                                                                    | 1 578                     | 3,34           |  |
|                                                                       | Guylaine Coeffier Front national                                                                                         | 1 029                     | 2,17           |  |
|                                                                       | Ida de Chavagnac Parti chrétien-démocrate                                                                                | 551                       | 1,16           |  |
|                                                                       | Micha Mazaheri Parti animaliste                                                                                          | 413                       | 0,87           |  |
|                                                                       | Sylvie Bayle Parti communiste français (République et socialisme)                                                        | 388                       | 0,82           |  |
|                                                                       | Nathalie Gordts Divers (#MaVoix)                                                                                         | 327                       | 0,69           |  |
|                                                                       | Louis de Genouillac Divers droite (577-Les Indépendants)                                                                 | 265                       | 0,56           |  |
|                                                                       | Ronan Le Roy Parti pirate                                                                                                | 250                       | 0,53           |  |
|                                                                       | Christophe Tavernier Debout la France                                                                                    | 221                       | 0,47           |  |
|                                                                       | Bérangère Quinternet Union populaire républicaine                                                                        | 185                       | 0,39           |  |
|                                                                       | Marc Vallaud Alliance écologiste indépendante                                                                            | 180                       | 0,38           |  |
|                                                                       | Mathilde de Bayser Allons enfants !                                                                                      | 160                       | 0,34           |  |
|                                                                       | Jacques Dor Divers (Parti du vote blanc)                                                                                 | 111                       | 0,23           |  |
|                                                                       | Laurence Boulinier Lutte ouvrière                                                                                        | 102                       | 0,22           |  |
|                                                                       | Louis-Max de Nazelle Résistons                                                                                           | 47                        | 0,10           |  |
|                                                                       | Pascal Munier Écologiste (Mouvement 100 %)                                                                               | 39                        | 0,08           |  |
|                                                                       | Éric Levavasseur Alliance royale                                                                                         | 3                         | 0,01           |  |
| Source : Ministère de l'Intérieur - Première circonscription de Paris | |                           |                |  |

### Élections législatives de 2022
Les élections législatives françaises de 2022 ont eu lieu les dimanches 12 et 19 juin 2022.
|                                                    |                                                                                    |                           |                           |                          |                          |
|                                                    |                                                                                    | Premier tour 12 juin 2022 | Premier tour 12 juin 2022 | Second tour 19 juin 2022 | Second tour 19 juin 2022 |
|                                                    |                                                                                    |                           |                           |                          |                          |
|                                                    |                                                                                    | Nombre                    | % des inscrits            | Nombre                   | % des inscrits           |
| Inscrits                                           | Inscrits                                                                           | 84 562                    | 100                       | 84 577                   | 100                      |
| Abstentions                                        | Abstentions                                                                        | 36 977                    | 43,73                     | 38 783                   | 45,86                    |
| Votants                                            | Votants                                                                            | 47 585                    | 56,27                     | 45 794                   | 54,14                    |
|                                                    |                                                                                    |                           | % des votants             |                          | % des votants            |
| Bulletins blancs                                   | Bulletins blancs                                                                   | 442                       | 0,93                      | 1 539                    | 3,36                     |
| Bulletins nuls                                     | Bulletins nuls                                                                     | 117                       | 0,25                      | 553                      | 1,21                     |
| Suffrages exprimés                                 | Suffrages exprimés                                                                 | 47 026                    | 98,83                     | 43 702                   | 95,43                    |
|                                                    |                                                                                    |                           |                           |                          |                          |
| Candidat Étiquette politique (partis et alliances) | Candidat Étiquette politique (partis et alliances)                                 | Voix                      | % des exprimés            | Voix                     | % des exprimés           |
|                                                    |                                                                                    |                           |                           |                          |                          |
|                                                    | Sylvain Maillard* Ensemble                                                         | 19 718                    | 41,93                     | 28 655                   | 65,57                    |
|                                                    | Thomas Luquet Nouvelle Union populaire écologique et sociale (La France insoumise) | 12 780                    | 27,18                     | 15 046                   | 34,43                    |
|                                                    | Vincent Baladi Les Républicains                                                    | 4 479                     | 9,52                      |                          |                          |
|                                                    | David Attia Reconquête                                                             | 3 004                     | 6,39                      |                          |                          |
|                                                    | Manon Chaumette Union des démocrates et indépendants                               | 2 247                     | 4,78                      |                          |                          |
|                                                    | Catherine Lecuyer Divers droite                                                    | 1 977                     | 4,20                      |                          |                          |
|                                                    | Morgane Chedhomme Rassemblement national                                           | 1 357                     | 2,89                      |                          |                          |
|                                                    | Juliane Faux Régionalistes                                                         | 675                       | 1,44                      |                          |                          |
|                                                    | Liliane Delwasse Parti animaliste                                                  | 567                       | 1,21                      |                          |                          |
|                                                    | Laurence Boulinier Lutte ouvrière                                                  | 216                       | 0,46                      |                          |                          |
|                                                    | Dominique Tourte Divers gauche (Parti communiste français diss.)                   | 4                         | 0,01                      |                          |                          |
|                                                    | Annie Paris Divers gauche                                                          | 2                         | 0,00                      |                          |                          |
| * Député sortant                                   |                                                                                    |                           |                           |                          |                          |

### Élections législatives de 2024
| Candidat                 | Candidat                      | Parti et coalition       | Nuances                  | Premier tour | Premier tour | Second tour | Second tour |
| Candidat                 | Candidat                      | Parti et coalition       | Nuances                  | Voix         | %            | Voix        | %           |
| ------------------------ | ----------------------------- | ------------------------ | ------------------------ | ------------ | ------------ | ----------- | ----------- |
|                          | Sylvain Maillard              | RE (ENS)                 | ENS                      | 28 048       | 44,70        | 35 238      | 63,64       |
|                          | Raphaël Kempf                 | SE (NFP)                 | UG                       | 20 138       | 32,09        | 20 132      | 36,36       |
|                          | Delphine Voirin               | RN                       | RN                       | 6 303        | 10,04        |             |             |
|                          | Laurence Sailliet             | LR                       | LR                       | 3 469        | 5,53         |             |             |
|                          | Pierre Maurin                 | LC                       | DVD                      | 2 883        | 4,59         |             |             |
|                          | Marine Chiaberto              | REC                      | REC                      | 991          | 1,58         |             |             |
|                          | Alban Ludovic Bertrand Pineau | LÉA (RAS)                | DVC                      | 598          | 0,95         |             |             |
|                          | Laurence Boulinier            | LO                       | EXG                      | 231          | 0,37         |             |             |
|                          | Mathilde Contensou            | Volt                     | REG                      | 89           | 0,14         |             |             |
|                          | Axel Metzker                  | SE                       | DIV                      | 3            | 0,00         |             |             |
|                          | Aurélien Gautreau             | NPA-R                    | EXG                      | 0            | 0,00         |             |             |
|                          |                               |                          |                          |              |              |             |             |
| Votes valides            | Votes valides                 | Votes valides            | Votes valides            | 62 753       | 98,95        | 55 370      | 95,63       |
| Votes blancs             | Votes blancs                  | Votes blancs             | Votes blancs             | 495          | 0,78         | 1 934       | 3,34        |
| Votes nuls               | Votes nuls                    | Votes nuls               | Votes nuls               | 173          | 0,27         | 596         | 1,03        |
| Total                    | Total                         | Total                    | Total                    | 63 421       | 100          | 57 900      | 100         |
| Abstention               | Abstention                    | Abstention               | Abstention               | 20 888       | 24,78        | 26 412      | 31,33       |
| Inscrits / participation | Inscrits / participation      | Inscrits / participation | Inscrits / participation | 84 309       | 75,22        | 84 312      | 68,67       |